# 회기역 추돌 사고
회기역 추돌 사고(回基驛追突事故)는 1984년 10월 2일 오전 11시 40분경, 경원선 휘경역으로부터 남쪽으로 약 200여 미터에 신호 대기 중으로 정차하던 전동차를 춘천 방면으로 달려가던 화물열차가 추돌하여 승객과 승무원 3명이 사망하고 30여 명이 중경상을 입은 사고이다.

## 개요
1984년 10월 2일 오전 11시 40분 경, 휘경역으로 진입하던 당시의 서울전동차사무소 소속 제 190호 전동열차(당시 인천역 출발 성북역 종착)가 휘경역앞 건널목에서 신호 대기를 받고 정차하던 중 청량리역에서 떠나 춘천역으로 향하던 제 1975호 화물열차(당시 화물 성격은 유류로서 유조열차 편성이었음)가 추돌하면서 일어났다. 당시 화물열차 기관사의 진술에서는 사고 직전에 약 1km 정도의 위치에서 정차 중인 전동열차를 발견하고 급히 비상제동을 걸었으나, 제동거리가 미치지 못해 추돌한 것으로 알려졌다.

## 원인
사고 구간은 곡선으로 놓여 있어서 기관사의 가시 상황이 열악한 환경이었으며, 화물열차 기관사는 시야가 불량한 커브길에서 천천히 운행했어야 함에도 불구하고 빠른 속도로 운행하다 전동차를 발견하고 급히 제동을 걸었으나 제동거리가 미치지 못한 것과 더불어 의심이 나는 구간에서 무전 연락을 취해 선행 중의 차량이나 위험 요소가 있는지에 대한 상황을 미처 확인하지 않았던 것 등이 주요 원인으로 조사되었다. 이번 사고의 여파로 화물열차 기관사에게 구속영장이 집행되었다.

## 피해 규모
- 인명 피해 : 사망 3명, 부상 30여 명.
- 재산 피해 : 전동차 1개편성(10량) 파손. 이 중 2량(1002, 1202호)은 폐차되었다.